# Bo-Katan Kryze
Bo-Katan Kryze er en fiktiv person i Star Wars-franchisen. Hun blev introduceret i den computer-animerede tv-serie Star Wars: The Clone Wars, hvor Katee Sackhoff lagde stemme til hende. Sackhoff gentog efterfølgende sin rolle i efterfølgerserien Star Wars Rebels og fik sin live-action-debut som karakteren i Disney+-serien The Mandalorian .
I The Clone Wars er Bo-Katan medlem af Dødsvogterne, en terrorgruppe af mandalorianere, der ønsker at genoprette deres planet, Mandalores, gamle krigerlevned. Hun er også søster til hertuginde Satine Kryze, den pacifistiske hersker i Mandalore, fra hvem hun er fremmedgjort på grund af forskellige forskelle i deres personlige politik. Hun allierer sig senere med den tidligere Jedi Ahsoka Tano og Den Galaktiske Republik for at befri Mandalore fra Darth Maul. I Rebels er Bo-Katan foræret mørkesværdet af Sabine Wren og erklæret den nye regent af Mandalore, mens hun i The Mandalorian søger at genvinde mørkesværdet fra Moff Gideon efter udrensningen af Mandalore.

## Optrædener

### TV-serier

#### Star Wars: The Clone Wars(2008)
Bo-Katan Kryze (stemme af Katee Sackhoff ) optrådte første gang i den fjerde sæson af Star Wars: The Clone Wars, i sæson 4 afsnit 14 "En ven i nød" som løjtnant for Dødsvogterne, en terrorgruppe, under ledelse af Pre Vizsla (stemme af Jon Favreau)   der agter at styrte den pacifistiske regering i Mandalore. Hun leder Nite Owls, en eliteenhed i Dødsvogterne.  I dette afsnit møder hun Lux Bonteri med Dødsvogterne på Carlac for at slå sig sammen mod grev Dooku . Ahsoka Tano og R2-D2 er tvunget til at ledsage ham; de støder på Bo-Katan, som sætter Ahsoka i arbejde med kvinder fra en lokal landsby, som er blevet slaveret af Dødsvagten. Bo-Katan og Dødsvagten brænder senere landsbyen ned og myrder de uskyldige landsbyboere. Ahsoka afslører sig selv som en Jedi og kæmper fra Dødsvagten, inden hun bliver taget til fange, men bliver løsladt kort efter. Mens Ahsoka, R2-D2 og Lux flygter mod deres skib, forfølger Bo-Katan dem og forsøger at dræbe Ahsoka, men bliver besejret.
Bo-Katan ses igen i den femte sæsons afsnit "Agtelse", "Skjulte motiver" og "De lovløse". I dette historieark allierer Dødsvogterne sig med Darth Maul og adskillige forbrydersyndikater (i en alliance kendt som Shadow Collective) med den hensigt at udføre false flag operationer mod det mandaloriske folk for at iscenesætte et statskup mod hertuginde Satine Kryze, den pacifistiske regent af Mandalore og Bo-Katans søster. Bo-Katan mener, at Sitherne ikke er bedre end Jedierne og har mistillid til gangsterne, men bliver overstemt. Da Dødsvagten erobrer Mandalore, forråder de Maul, men han udfordrer Vizsla til en duel om retten til at regere Mandalore. Maul besejrer Vizsla og dræber ham med mørkesværdet og erklærer sig med det som leder af Mandalore, men Bo-Katan nægter at acceptere en outsider som hersker og flygter med Dødsvagtens medlemmer loyale over for hende. De redder senere Satine, men den tidligere hertuginde bliver genfanget. Kort efter ankommer Obi-Wan Kenobi til Mandalore for også at redde hende. Maul myrder Satine og får Obi-Wan taget i fængsel; dog befrier Bo-Katan og hendes styrker ham. Hun hjælper ham med at flygte, så han kan bringe styrkerne fra Den Galaktiske Republik over Mandalore for at fjerne Maul fra magten.
I den syvende og sidste sæson fortsætter Bo-Katan og Nite Owls med at kæmpe mod Maul. Mens de er på en mission på Oba Diah, opdager Bo-Katan, Ursa Wren og en anden Nite Owl Ahsoka og følger hende tilbage til Coruscant, hvor Kryze lægger sine uenigheder til side og rekrutterer hende. Ahsoka og Bo-Katan kontakter Obi-Wan Kenobi og Anakin Skywalker og anmoder om, at republikken hjælper dem med at genvinde Mandalore fra Maul. Selvom de først er tilbageholdende, beslutter jedierne at sende en division af den 501. legion under kommandør Rex for at iværksætte en invasion, der bliver kendt som Belejringen af Mandalore. Det lykkes dem at styrte Maul, og Bo-Katan bliver erklæret regent.

### Star Wars Rebels
Bo-Katan vender tilbage i Star Wars Rebels fjerde sæsons premiere og tv-film "Heroes of Mandalore".  Under det galaktiske imperiums besættelse af Mandalore, nægtede Bo-Katan at tjene imperiet og blev tvunget til at abdicere, idet han blev erstattet af Saxon-klanen. Da hun ser sig selv som uværdig til at regere, afviser hun indledningsvis mørkesværdet fra Sabine Wren, som fik det tilbage fra Maul. I "Heroes of Mandalore" forener Bo-Katan og hendes Mandalorian-allierede indsats med Ghost-besætningen i at ødelægge "Hertuginden", et våben skabt af Sabine, der er i stand til at ødelægge Beskar-panser. Guvernør Tiber Saxon fanger Sabine og Bo-Katan og truer med at dræbe Kryze, hvis Wren ikke opgraderer våbnet. Sabine omprogrammerer våbnet til at ødelægge stormtropper-panser og dræbe Saxon, men Bo-Katan advarer hende mod at synke ned på imperiets niveau. Sabine lytter til Bo-Katan og ødelægger våbnet og lader oprørerne befri Mandalore fra imperiets kontstyre. Bo-Katan accepterer til sidst mørkesværdet fra Sabine, og bliver Mandalores regent igen, og de overlevende Mandalorianere sværger troskab til hende.

### The Mandalorian
Sackhoff gentager sin rolle i anden sæson af The Mandalorian, der optræder i "Kapitel 11: Arvingen" for karakterens første live-action-optræden.  Caitlin Dechelle og Caitlin Hutson fungerede som hendes stuntdouble.  
I kapitel 11 redder Bo-Katan, Koska Reeves og Axe Woves Din Djarin og Barnet fra en gruppe Quarrener. De fjerner deres hjelme, og Bo-Katan forklarer sin historie, og afslører også for Djarin, at han er en af Vogternes Børn, en fanatisk kult, der følger de strenge gamle regler kendt som "Levnedet". Fordi de ikke følger "Levnedet", stoler Djarin ikke på dem og afviser deres hjælp. Efter at de har reddet ham for anden gang, indvilliger han i at hjælpe dem med at stjæle våben fra et kejserligt fragtskib, og Bo-Katan indvilliger i at fortælle mandalorianeren, hvor han kan finde en Jedi. Under angrebet forhører Bo-Katan kaptajnen, for at vide, hvor Moff Gideon befinder sig, og om han har mørkesværdet. Bagefter tilbyder hun Djarin chancen for at slutte sig til dem på trods af deres forskelligheder, men han vælger at fortsætte sin søgen. Bo-Katan fortæller ham, at han kan finde Ahsoka Tano i byen Calodan på planeten Corvus.
I "Kapitel 16: Redningsaktionen" taler Mandalorianeren og Boba Fett med Bo-Katan og Koska i en kantine for at rekruttere dem i deres mission om at redde Grogu (Barnet) fra Moff Gideon. Bo-Katan er indledningsvis fjendtlig over for Boba og kalder ham en skændsel for hans Mandalorian-panser, da han er en klon. Ikke desto mindre bryder hun et skænderi mellem Boba og Koska og indvilliger i at hjælpe Mandalorianeren på den betingelse, at hun vil få Gideons krydser og Darksaber fra ham, og Mandalorianeren overvejer at hjælpe hende med at befri Mandalore.'Mandalorianeren slår Gideon i kamp og spolerer hendes plan om selv at vinde Darksaber tilbage i kamp. Han forsøger at give våbnet til hende, men får at vide af Gideon, at det skal vindes i kamp. Bo-Katan accepterer ikke mørkesværdet fra Mandalorian.